# パルヒム型コルベット
パルヒム型コルベット（ドイツ語: U-Jagdkorvetten der PARCHIM-Klasse, 英: Parchim class corvette）は、ドイツ民主共和国（東ドイツ）が開発した対潜コルベット。国家人民軍人民海軍(東ドイツ海軍)によって運用された。また、ソビエト連邦においては133号計画艦と呼ばれた。

## 来歴
冷戦中、ワルシャワ条約機構（WTO）は、バルト海越しの渡海攻撃によって北大西洋条約機構（NATO）の北東側面を脅かすことを計画していた。一方のNATOは、これを洋上で阻止するため、通常動力型潜水艦勢力の整備を進めていた。特に西ドイツは、205型潜水艦や206型潜水艦など、極めて優秀なUボートを開発・配備していた。WTOは、これらの潜水艦戦力を駆逐・制圧し、バルト海での作戦を容易ならしめるための沿岸対潜戦力を必要としており、これに応じて開発されたのが本型である。

## 設計と装備
本型の船体は、通常のステンレス鋼を使用している。主機関としては、ソ連の設計によるM504 6気筒ディーゼルエンジン×3基を搭載し、それぞれに推進軸を有するようになっている。このうち、中央の1基は可変ピッチ・プロペラを使用した巡航機、両側の2基は固定ピッチ・プロペラを使用した加速機とされており、合計出力は14,250馬力である。
本型の武装は、いずれも同世代のワルシャワ条約機構海軍艦艇において標準的なものが搭載されている。対潜火力としてはRBU-6000を2基搭載しており、それぞれの弾庫容量は96発であった。また、通常型の爆雷も搭載していた。
防空火力としてはAK-725 57mm連装砲が1基搭載されているが、これは1960年代初頭よりソ連海軍の標準的な高射砲として運用されてきたものである。艦対空ミサイル装備としては、9K32近接防空ミサイルの連装架台を備えるが、これは射撃指揮が手動であり、また射程・精度の面でも、ソ連海軍が小型対潜艦に搭載していた4K33 オサーM個艦防空ミサイル・システムには大きく劣るものであった。また、小口径砲としては30mm連装のAK-230を搭載しており、これはCIWSとしてもある程度期待しうるものであるが、対艦ミサイルを迎撃しうるほどのものではなかった。従って、本型は対艦ミサイル防御に関しては非常に脆弱であった。

## 運用
1番艦は1981年4月9日に進水し、1986年までにさらに15隻が建造された。また、量産効果をあげるため、ソビエト連邦海軍も準同型艦を発注した。これはパルヒム-II型というNATOコードネームを与えられ、1986年から1990年にかけて12隻が建造された。ただしソビエト連邦においては、本型よりも大型で強力なグリシャ-V型コルベットの配備が進められていたことから、これ以上の発注は行なわれなかった。
1990年にドイツ再統一がなされたことにより、人民海軍(東ドイツ海軍)は西ドイツ海軍に統合されることとなり、本型の存在意義は失われた。このことから、東ドイツ海軍で運用されていた16隻は、その運用を終了することとなった。
1992年、ドイツ政府は、インドネシア政府との間で、これら16隻を一括して1270万ドルで売却する契約を締結した。インドネシア海軍は、島嶼が多く比較的浅いインドネシア周辺海域において、有効な対潜作戦を展開しうる洋上兵力を確保することを求めており、本型の設計はその目的におおむね合致していた。インドネシア海軍においては、空調設備の強化とエンジンの換装、また近接防空ミサイルをフランス製のミストラルに換装するなどの改修を受けた上で、カピタン・パチムラ級コルベットとして再就役している。
なお現在、ロシア海軍においては、パルヒム-II型　8隻がバルチック艦隊において運用を継続している。

## 事件・事故等
2020年9月23日、ロシア海軍の「カザネツ」（艦番号311）が、エーレスンド海峡に掛かるオーレスン橋付近でマーシャル諸島船籍の冷凍船「アイスローズ」と衝突した。冷凍船は右舷船体上部が大きく損傷、コルベットも損傷したが両方とも浸水はなく、負傷者も出なかった。